# Castillo Maiden

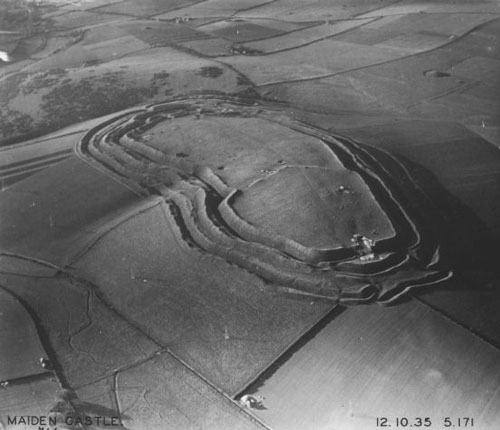
Castillo Maiden

El castillo Maiden (en inglés: Maiden Castle), que en realidad no es un castillo sino un castro, data de la edad de hierro y se ubica en la parroquia civil de Winterborne Monkton, unos 3 km al sur de Dorchester, en el condado inglés de Dorset. Las construcciones ascienden a los 6 m de altura y comprenden una superficie de 18 hectáreas, haciendo de este uno de los más grandes castros de Europa. El English Heritage se encarga de su mantenimiento. Aunque en la actualidad se tiene conocimiento de que esto no es así, alguna vez se creyó que el nombre Maiden procedía del céltico británico mai dun, que significa “gran colina”. 

## Historia antigua

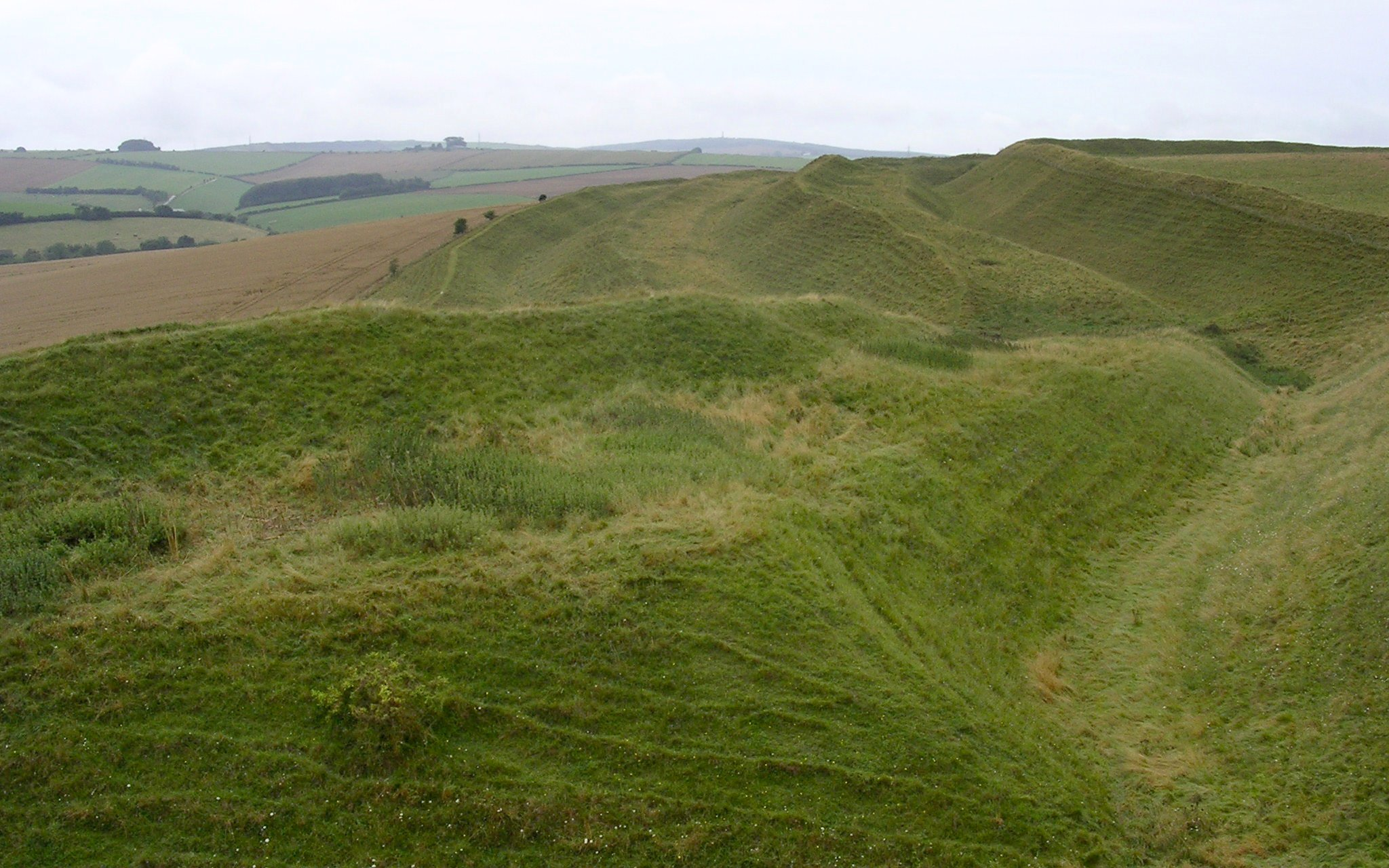
Murallas meridionales del Castillo Maiden.

A pesar de que se sabe de obras neolíticas defensivas en el lugar de alrededor del año 4000 a. C., la mayor parte del trabajo fue llevado a cabo desde el 450 a. C. al 300 a. C., cuando un castro más antiguo de la edad de hierro del 600 a. C. aproximadamente fue ampliado. Es probable que siglos después de su construcción el fuerte haya sido ocupado por una tribu celta conocida como durotriges y posteriormente atacado por la Segunda y la Octava Legión romana bajo el mando de Vespasiano en el año 43. 
Aunque los romanos ciertamente ocuparon el lugar, concentraron sus esfuerzos en el área de Durnovaria (actual Dorchester) y la cercana Poundbury Hill. Sin embargo, existieron obras de reconstrucción a gran escala en el Castillo Maiden justo antes del año 400. Un pequeño templo romano-británico que incluía un témenos fue construido en la mitad oriental del castro a finales del período del resurgimiento pagano. El templo lindaba con el lugar de un antiguo santuario circular de la edad de hierro y rendía culto a varios dioses incluyendo a Diana, Minerva y Taurus Trigaranus. Consistía del tradicional santuario o cella, junto al cual había una pequeña estructura rectangular, posiblemente para el sacerdote. El templo no duró mucho y pronto fue abandonado. Jamás volvió a ser ocupado y permaneció desierto a partir de entonces.

## Historia reciente
El compositor inglés John Ireland (1879-1962) visitó la zona y luego escribió la rapsodia sinfónica Mai-Dun, evocando de cierta manera el carácter prehistórico de las fortificaciones, la gente que allí habitaba y su estilo de vida.
Mortimer Wheeler (1890-1976) relató una vívida descripción de la caída del castro para su reporte después de las excavaciones de 1934-1937. Las posteriores revisiones de dichos registros realizadas por Niall Sharples descartaron la interpretación de aquel primero y ya no se cree que el fuerte haya sido asediado o violentamente tomado por los romanos, sino que los celtas habrían opuesto escasa resistencia ante el ejército extranjero.